# Fay Weldon

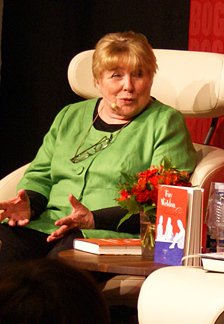
Fay Weldon (2008)

Fay Weldon CBE (* 22. September 1931 in Alvechurch, Worcestershire; geborene Franklin Birkinshaw; † 4. Januar 2023 in Northampton, Northamptonshire) war eine britische Schriftstellerin und Feministin.

## Leben
Weldon stammte aus einer literarischen Familie. Ihr Großvater war der Schriftsteller Edgar Jepson (1863–1938), ihre Mutter schrieb Romane unter dem Pseudonym Pearl Bellairs, einer Figur aus einer Kurzgeschichte von Aldous Huxley. Weldon wuchs in Auckland, Neuseeland, auf, bis ihre Eltern sich scheiden ließen und ihre Mutter mit Fay und ihrer Schwester nach England zurückkehrte.
Sie studierte Psychologie und Wirtschaftswissenschaften in St Andrews, Schottland. Nachdem sie unehelich schwanger geworden war, brach sie ihr Studium ab und zog nach der Geburt ihres ersten Sohnes Nicolas nach London.
Weldon heiratete kurz nach ihrem Umzug nach London zum ersten Mal; ihr Mann war nicht der leibliche Vater ihres Sohnes. Die Ehe scheiterte nach zwei Jahren und Weldon arbeitete danach als Texterin in einer Werbeagentur, um den Lebensunterhalt für sich und ihren Sohn zu verdienen. 1962 heiratete sie zum zweiten Mal; von ihrem Ehemann übernahm sie den Namen Weldon. Aus der Ehe stammen drei Söhne. Während der zweiten Schwangerschaft begann Weldon Texte für Radio- und Fernsehsendungen zu schreiben.
Ihr erster Roman The Fat Woman’s Joke erschien 1967. Meist stehen weibliche Hauptfiguren im Mittelpunkt ihrer Romane, die sich gegen die Widerstände einer patriarchalisch geprägten, in aller Regel britischen Gesellschaft ihr eigenes Leben zu erkämpfen suchen. Von ihren mehr als 30 Romanen wurden mehrere verfilmt, darunter Die Teufelin mit Roseanne Barr.
Weldon schrieb auch Kurzgeschichten, über 50 Drehbücher für Film und Fernsehen und Magazin- und Zeitungsartikel. 1996 saß sie in der Jury der Berlinale. Die Autobiographie über ihre frühen Jahre mit dem Titel Auto de Fay erschien 2002.
Weldons zweite Ehe endete 1994 durch den Tod ihres Mannes. Ab 1995 war sie in dritter Ehe mit dem Dichter Nick Fox verheiratet und lebte im Londoner Stadtteil Hampstead. Sie starb Anfang Januar 2023 im Alter von 91 Jahren.

## Auszeichnungen
- 1971: Writers Guild Award für das beste britische TV-Serien-Drehbuch für die erste Episode von Das Haus am Eaton Place
- 1989: Los Angeles Times Book Prize für The Heart of the Country in der Kategorie Fiction

## Werke (Auswahl)
- Beste Feindinnen. Roman („Worst Fears“). Goldmann, München 2002, ISBN 3-442-43539-0.
- Briefe an Alice oder Wenn du erstmals Jane Austen liest („Letters to Alice: On First Reading Jane Austen“). Rowohlt, Reinbek 1993, ISBN 3-499-15896-5.
- Die Bulgari-Connection. Roman („The Bulgari Connection“). Goldmann, München 2005, ISBN 3-442-43541-2.
- Darcys Utopia. Roman („Darcy’s Utopia“). Kunstmann Verlag, München 1992, ISBN 3-88897-065-2.
- Die Decke des Glücks. Roman („Praxis“). droemer Knaur, München 1983, ISBN 3-426-08002-8.
- Du wirst noch an mich denken. Roman („Remember Me“). Dtv, München 1990, ISBN 3-423-11225-5.
- Ehebruch. Roman („Affliction“). Knaur, München 1997, ISBN 3-426-65030-4.
- Frau im Speck. Roman („The Fat Woman’s Joke“). Dtv, München 1991, ISBN 3-423-11378-2.
- Das Haus auf dem Lande („Puffball“). Droemer Knaur, München 1984, ISBN 3-426-08013-3.
- Herzenswünsche. Roman („The Hearts and Lives of Men“). Dtv, München 1992, ISBN 3-423-11197-6.
- Hier unten bei den Frauen. Roman („Down Among the Women“). Dtv, München 1992, ISBN 3-423-11515-7.
- Kein Wunder, dass Harry sündigte. Roman („The Heart of the Country“). Dtv, München 1992, ISBN 3-423-11560-2.
- Das Kind des Präsidenten. Roman („The President’s Child“). Droemer Knaur, München 1987, ISBN 3-426-08043-5.
- Kleine Schwestern. Roman („Little Sisters“). Dtv, München 1990, ISBN 3-423-11305-7.
- Die Klone der Joanna May. Roman („The Cloning of Joanna May“). Frauenbuchverlag, München 1990, ISBN 3-88897-144-6.
- Die Kraft der Liebe. Roman („Life Force“). Hoffmann & Campe, Hamburg 1992, ISBN 3-455-07880-X.
- Mantrapped. A novel. Fourt Estate Press, London 2004, ISBN 0-00-719453-6.
- Miss Felicitys kleine Geheimnisse („Rhode Island Blues“). Hoffmann & Campe, Hamburg 2001, ISBN 3-455-07884-2.
- Die Moral der Frauen. Roman („She May Not Leave“). Dtv, München 2007, ISBN 978-3-423-24632-3.
- Oben bei den Männern. Roman („The Shrapnel Academy“). Dtv, München 1991, ISBN 3-423-11458-4.
- Spa-Geflüster. Roman („The Spa decameron“). Dtv, München 2010, ISBN 978-3-423-24811-2.
- Spaltungen. Roman („Splitting“). Goldmann, München 1998, ISBN 3-442-43538-2.
- Sterndame. Roman („Leader of the Band“). dtv, München 1991, ISBN 3-423-11426-6.
- Die Teufelin, Roman (Originaltitel: The Life and Loves of a She-Devil, übersetzt von Werner Waldhoff), Weissmann Verlag Frauenbuchverlag, München 1987, ISBN 3-88897-120-9.
  - als dtv-Taschenbuch: München 1989, ISBN 3-423-11132-1.
  - The Life & Loves of a She-Devil. Hodder and Stoughton Ltd., London 1983.
- Teufels Weib. Roman („Growing Rich“). Knaur, München 1997, ISBN 3-426-60723-9.
- Trio in Twinsets. Roman („Female Friends“).dtv, München 1994, ISBN 3-423-11904-7.
- Vier starke Frauen. Roman („Big Women“). Hoffmann & Campe, Hamburg 1999, ISBN 3-455-08136-3.

## Filmografie
Drehbuch
- 1980: Pride and prejudice (fünfteilige TV-Serie für die BBC, nach Jane Austens gleichnamigen Roman)
- 2007: Puffball – Regie: Nicolas Roeg; nach ihrem Roman Das Haus auf dem Lande

Literarische Vorlage
- 1989: Die Teufelin – Regie: Susan Seidelman; nach ihrem gleichnamigen Roman
- 1992: Künstliche Schwestern (The Kloning of Joanna May) – Regie: Philip Saville; nach ihrem Roman Die Klone der Joanna May
- 1992: Spiel der Patrioten (The President’s Child) – Regie: Sam Pillsbury; nach ihrem Roman Das Kind des Präsidenten